# فريدريك إستير
فريدريك إستير (بالفرنسية: Frédéric Esther)‏ (مواليد 8 يونيو 1972) هو ملاكم فرنسي، مثّل بلاده في الألعاب الأولمبية الصيفية 2000.

## روابط خارجية
فريدريك إستير على موقع بوكس ريك (الإنجليزية) (registration required)
- فريدريك إستير على موقع اللجنة الأولمبية الدولية (الإنجليزية)
- فريدريك إستير على موقع أوليمبيديا (الإنجليزية)